# Wille Rydman

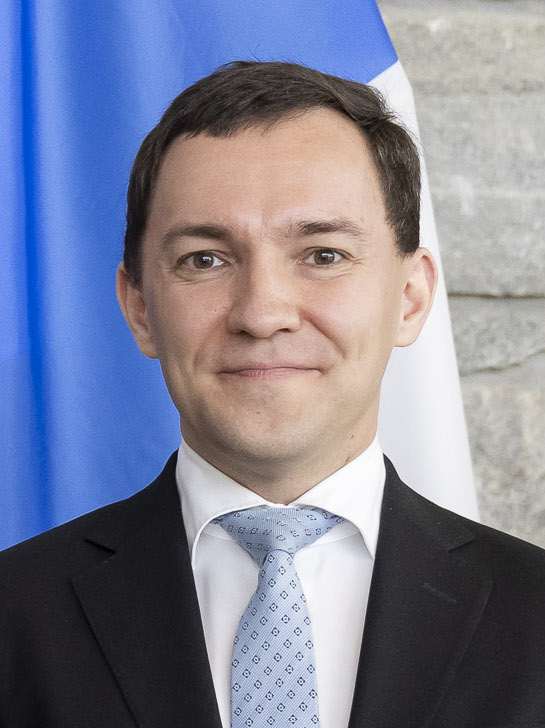
Wille Rydman (2024)

Wille-Werner Rydman (* 2. Januar 1986 in Helsinki) ist ein finnischer Politiker, der die Partei Die Finnen vertritt und früher die Nationale Sammlungspartei vertreten hat. Rydman ist seit 2015 Mitglied des finnischen Parlaments. Seit 2012 ist er außerdem Mitglied des Stadtrats von Helsinki.  Er erhielt 2008 einen Master of Social Sciences von der Universität Helsinki und arbeitete anschließend als parlamentarischer Assistent. Am 6. Juli 2023 wurde Rydman zum Wirtschaftsminister im Kabinett Orpo ernannt.

## Leben
Rydman interessierte sich schon immer für Musik, insbesondere für klassische Musik, und sein Großvater ist der Komponist und Musiklehrer Kari Rydman. Als Kind war er Mitglied im Knabenchor Cantores Minores. Er studierte Musiktheorie an der Sibelius-Akademie und am Musikkonservatorium Helsinki und spielte Konzertflöte. Er war außerdem Vorsitzender des Helsinki Philharmonic Orchestra und Vorstandsmitglied der Finnischen Nationaloper und des Finnischen Nationalballetts.
Nach Abschluss der Sekundarschule am Normal Lyceum von Helsinki und anschließendem Militärdienst erhielt er 2008 einen Master in Sozialwissenschaften von der Universität Helsinki. Sein Studium schloss er in zwei Jahren ab. Im November 2010 erschien seine nationale romantische Symphonie Aino. Seine Symphonie runo kalevalaisesta legendasta wurde vom Tampere Academic Symphony Orchestra in Kouvola zum ersten Mal aufgeführt.